# Никълъс Брейди
Никълас Фредерик Брейди (на английски: Nicholas Frederick Brady) е Американски финансист и политик, министър на финансите в мандата на Роналд Рейгън и Джордж Хърбърт Уокър Буш. Става известен след като през 1989 година създава Брейди облигациите.

## Биография
Завършва образованието си в Йейлския университет през 1952 година и Харвардския университет през 1954 година.
Политическата му кариера започва, когато е номиниран от Републиканската партия на САЩ за сенатор от Ню Джърси. Влиза в Сената и става член на Комисията по въоръжаване.
През 1984 година президентът Роналд Рейгън назначава Брейди за председател на Комисията по правосъдието, администрацията и съдебната власт. Също така е член на президентските Комисия по отбрана, Комисия за Централна Америка и Комисия за сигурност и икономика.
Брейди става 68-ия министър на финансите на САЩ на 15 септември 1988 година. През март 1989 година издига идеята за редуцирането на дълга на някои развиващи се страни (вкл. Мексико), в замяна на официално обезпечение с помощта на Международния валутен фонд, наречен План Брейди.
Преподава в Университета Рокфелер.
Семеен, женен е за Катрин Дъглас, има четири деца.